# Грошовий сурогат
Грошовий сурогат — це будь-який засіб розрахунку, який використовується замість офіційної валюти, але не має законного статусу законного платіжного засобу. Часто використовується у випадках обмежень грошового обігу, нестачі офіційної валюти або у разі відсутності довіри до національної валюти.

## Історія

### Походження грошей
Близько чотирьох мільярдів років тому, на ранніх етапах формування життя на Землі, живі організми залежали від ресурсів, необхідних для їх виживання. Рослини адаптувалися до середовища, поглинаючи сонячну енергію та мінеральні речовини з ґрунту. Тварини задовольняли потреби в харчуванні шляхом споживання рослин або інших, слабших, тварин.
На певному етапі розвитку стало актуальним питання: що є ефективнішим — отримання необхідних ресурсів шляхом конфлікту або ж встановлення домовленостей із власником ресурсів про взаємовигідний обмін? Саме представники виду Homo sapiens вперше запропонували альтернативу насильству — економічні взаємини, засновані на добровільному обміні товарами та послугами. Така форма співпраці стала основою для значних цивілізаційних здобутків, включаючи опанування вогню, винайдення писемності та колеса. У той час як суспільства, що зберігали конфліктні моделі взаємодії, зупинилися в своєму розвитку.
Первісні форми обміну в суспільствах Homo sapiens мали бартерний характер, тобто обмінювався товар на товар. Однак із розвитком суспільства асортимент товарів та інтенсивність обмінних операцій зростали, що ускладнювало пошук відповідного партнера для здійснення акту обміну. Це зумовило появу потреби у загальному засобі обміну, що був би прийнятним для всіх.
У цій ролі почали використовувати предмети з високою суспільною цінністю: сіль, мушлі, хутро, зерно, чай, тютюн, коштовне каміння, великі кам’яні брили тощо. Перевага таких товарів полягала в можливості використовувати їх як універсальний посередник в обміні, що значно спрощувало економічні відносини. У подальшому найефективнішими формами грошей стали золото та срібло.
З розвитком економічної системи виникла також потреба в обліку боргових зобов’язань: інформація про них фіксувалась на дерев’яних, глиняних або кам’яних табличках.
У процесі еволюції платіжних засобів мушлі та інші примітивні форми грошей поступилися місцем золотим еквівалентам. Сьогодні, на думку деяких економістів, функцію золота як засобу обміну та накопичення може перебрати на себе цифровий актив — криптовалюта. Завдяки п’ятьом ключовим характеристикам грошей (подільність, стабільність, портативність, збереження вартості та прийнятність), криптовалюти демонструють високу ефективність у нових цифрових умовах. Миттєві транзакції, що здійснюються з високою швидкістю в межах усієї планети, потенційно відкривають новий етап у глобальній економічній еволюції.

### Історичні приклади
У різні історичні періоди, особливо під час економічних криз, воєн або гіперінфляції, суспільства вдавалися до використання грошових сурогатів для забезпечення обігу та розрахунків.
Після Першої світової війни та розпаду Російської імперії в Україні виникла потреба у дрібних розмінних засобах. У 1918 році Українська Народна Республіка випустила поштові марки номіналом від 10 до 50 шагів, які тимчасово виконували функцію розмінної монети.
У Радянському Союзі в 1930-х роках діяли спеціалізовані державні установи — торгзіни, які обмінювали у населення дорогоцінності на спеціальні бони. Ці бони використовувалися для придбання товарів у торгзінах, що дозволяло державі акумулювати валюту та цінності.
У 2000-х роках Зімбабве пережила одну з найсильніших гіперінфляцій в історії, що призвело до випуску банкнот номіналом до 100 трильйонів зімбабвійських доларів. У 2009 році країна відмовилася від національної валюти, перейшовши на використання іноземних валют.

## Сучасні приклади

#### Приватні грошові системи (локальні валюти, клубні гроші)
Приватні грошові системи включають локальні валюти та клубні гроші, які використовуються в межах певних спільнот або організацій для полегшення внутрішніх розрахунків. Наприклад, у туристичній галузі застосовуються системи, де клієнти отримують бали або сертифікати для оплати додаткових послуг, що фактично функціонують як внутрішня валюта.

#### Криптовалюти (біткойн, ефіріум)
У 2014 році Національний банк України (НБУ) визначив біткойн як «грошовий сурогат», заборонений до використання як засіб платежу на території України.
У 2021 році Верховна Рада України ухвалила Закон України «Про віртуальні активи», який легалізував обіг криптовалют в Україні та визначив їх правовий статус.

#### Електронні платіжні засоби, які не регулюються центральним банком
До таких засобів належать подарункові сертифікати, бали лояльності та інші електронні інструменти, що використовуються для розрахунків у межах певних компаній або платформ. Вони не мають статусу офіційної валюти, але виконують функції засобу обміну в обмеженому контексті.

## Правовий статус

### В Україні
Згідно з частиною другою статті 32 Закону України «Про Національний банк України», випуск та обіг на території України інших грошових одиниць і використання грошових сурогатів як засобу платежу забороняються.
Національний банк України розглядає криптовалюти, зокрема Bitcoin, як грошові сурогати, які не мають забезпечення реальною вартістю та не можуть використовуватися фізичними та юридичними особами на території України як засіб платежу. Це пов'язано з відсутністю у криптовалют ознак документа у вигляді грошових знаків, емітента та мети виготовлення.
Спільна заява фінансових регуляторів України також підкреслює, що криптовалюта не може бути визнана електронними грошима, цінним папером або грошовим сурогатом згідно з чинним законодавством.

### У світі
Правовий статус грошових сурогатів, включаючи криптовалюти, варіюється в різних країнах. 
Європейський Союз: Згідно з Директивою (ЄС) 2018/843, віртуальні валюти визначаються як цифрове представлення вартості, яке не є законним платіжним засобом і не має статусу валюти або грошей.
Таким чином, правове ставлення до грошових сурогатів у світі коливається від повної заборони до часткового регулювання або відсутності чітких норм.

## Економічні наслідки
Фінансові кризи є наслідком емісії грошових сурогатів і фінансової політики регуляторів в межах державної фінансової системи. Наповнення ринку новими грошима, та зміщення рівноваги проявляється у вигляді поступового підвищення цін. Все це ми бачимо щодня, воно розтягнуте в часі, і тому не викликає критичного обурення у людей. Наповнення ринку новими грошима та їх знецінення не викликає спротиву
Крім штучної інфляції, спричиненої державним друкарським верстатом і як наслідок, постійним знеціненням державних грошових сурогатів, паперові гроші мають купу недоліків і незручностей. 
- відсутність розмінної монети, решти. На ринках, в магазинах, супермаркетах, всюди не має чим віддати решту. Продавцям необхідно шукати де обміняти купюри.

- паперові гроші часто пошкоджені і брудні, мають вигляд брудної ганчірки, об яку витирали ноги. На решту дають напіврозірвані купюри, які потрібно підклеювати або повертати зі скандалом.

- на купюрах купа бактерій, вірусів, грибків, які можуть спричинити хвороби.

## Критика

### Ознаки шахрайства з грошовими сурогатами
Наприклад в системах по перерозподілу грошових коштів, ви передаєте кошти іншим особам. Здійснити повернення своїх коштів ви можете тільки за згодою організаторів і у відповідності до створених ними правил, які вони контролюють та можуть змінити в будь-який момент.
В системах з перерозподілу економічних благ, регулятор контролює купівельну здатність належних йому “грошей” (навіть якщо вони лежать у вашій кишені) через їх емісію та різноманітні правила, тобто фактично регулятор контролює цінність вашої праці і ціну економічних благ, які ви створюєте.
Справжні гроші децентралізовані, і не мають структури, в межах якої відбувається перерозподіл коштів або економічних благ.